# Пшеничний Степан Андрійович
Степа́н Андрі́йович Пшени́чний (* 29 грудня 1912, с. Мокре, Дубенський район, Рівненська область — † січня 1940, с. Бендюга, Сокальський район, Львівська область) — референт пропаганди Крайової Екзекутиви ОУН ЗУЗ.

## Життєпис
Народився 29 грудня 1912 року в селі Мокре (тепер Дубенського району Рівненської області).
У 1931 році закінчив навчання в українській гімназії в Кременці. Згодом навчався у Львівському університеті.
Член ОУН з 1930 року, зв'язковий між повітовою Екзекутивою Кременеччини і КЕ ОУН у Львові, повітовий провідник ОУН Дубенщини протягом 1931–1932. У червні 1932 заарештований та засуджений в Кременці до 6 років ув'язнення, вийшов на волю у 1936.
У 1936–1937 референт пропаганди Крайової Екзекутиви ОУН ПЗУЗ (Північно-Західних українських земель). Заарештований наприкінці 1937 року та засуджений на Рівненському процесі у травні 1939 до 12 років ув'язнення. Вийшов на волю у вересні цього ж року.
Призначений членом КЕ ОУН ПЗУЗ. На чолі бойової групи націоналістів переходив через кордон з СРСР у січні 1940 року, загинув у бою.
Перепохований на цвинтарі села Волсвин Сокальського району.